# Building and Environment
Das Building and Environment ist eine in jährlich 20 Ausgaben erscheinende wissenschaftliche Fachzeitschrift. Diese wird seit 1976 von Elsevier herausgegeben. Die Chefredaktion besteht aus Chao-Hsin Lin von Boeing und Xudong Yang von der Tsinghua-Universität.
Die Zeitschrift ist transdisziplinär und international ausgerichtet und publiziert Forschungsarbeiten, welche dem Thema der bebauten Umwelt zuzuordnen sind. Darunter fallen Arbeiten zu Technologien für Gebäude und Städte, Auswirkungen von Gebäudeeigenschaften auf den Menschen, Werkzeugen für Entscheidungsträger und Lösungen für die Vermeidung von Umweltauswirkungen von Gebäuden und nachhaltige Städte.
Der Impact Factor lag im Jahr 2020 bei 6,456. Damit erreichte die Zeitschrift Rang 6 von 137 Zeitschriften in der Kategorie Bauwesen und Rang 12 von 54 Zeitschriften in der Kategorie Umweltingenieurwissenschaften.